# La metà della mela
La metà della mela è un singolo di Ligabue, pubblicato il 17 novembre 2023 come terzo estratto dal quattordicesimo album in studio Dedicato a noi.

## Video musicale
Il video è stato girato dal vivo, regia di Riccardo Guernieri e pubblicato in concomitanza con la sua uscita attraverso il canale YouTube del cantautore.

## Tracce
1. La metà della mela – 3:18